# ميري مكاي
ميري مكاي (بالإنجليزية: Mhairi McKay)‏ هي لاعبة غولف أمريكية، ولدت في 18 أبريل 1975 في غلاسكو في المملكة المتحدة.

## وصلات خارجية
- ميري مكاي على موقع رابطة لاعبات الغولف المحترفات (الإنجليزية)